# Una lama nel buio
Una lama nel buio (Still of the Night) è un film del 1982, scritto e diretto da Robert Benton.

## Trama
Un uomo viene ritrovato assassinato nella sua auto: si tratta di George Bynum, un pezzo grosso della casa d'aste Crispin's. Il suo psichiatra, il dottor Sam Rice, è molto scosso dall'accaduto e inizia a rivivere alcune delle sedute del paziente; nel frattempo l'amante di quest'ultimo, Brooke Reynolds, vorrebbe far recapitare alla moglie un effetto personale dell'uomo affinché lo riabbia senza poter intuire della sua infedeltà. Subito dopo l'uomo riceve una visita da un poliziotto incaricato di indagare sull'omicidio, al quale tuttavia non concede molte informazioni in virtù del segreto professionale. Il poliziotto è in ogni caso convinto che lui possa essere la prossima vittima dell'assassino poiché dotato di conoscenze potenzialmente utili per individuarlo.
Rammaricato per non essere riuscito ad aiutare il paziente e per i suoi stessi fallimenti privati, l'uomo inizia ad indagare per conto proprio: se da un lato rivela il meno possibile alla polizia, dall'altro ripercorre le varie sedute dell'uomo per poter risolvere il mistero. Convocato sul luogo di lavoro del defunto, il medico rifiuta di rivelare l'identità dell'amante, con la quale nel frattempo ha lui stesso intrapreso una relazione. La polizia è convinta che l'omicida sia una donna, presumibilmente proprio l'amante: Sam inizia quindi a sospettare lui stesso di Brooke. Quella notte, mentre passeggia a Central Park, Rice viene attaccato da un rapinatore che gli sottrae il giaccone: subito dopo il ladro viene ucciso da una persona che, presumibilmente, voleva colpire il medico.
Rice analizza allora il caso insieme a sua madre, anche lei psichiatra: in particolare i due analizzano un sogno della vittima, dal quale deducono l'uomo avesse paura di una donna solo apparentemente angelica ma in realtà capace di efferate violenze. Ciò fa nutrire maggiori sospetti dell'uomo verso Brooke: con una scusa inizia dunque a frugare nel suo ufficio, venendo tuttavia scoperto dalla stessa Brooke la quale, ferita, decide di interrompere i rapporti con lui. Poco dopo la polizia irrompe nella casa d'aste insieme a un testimone che potrebbe individuare Brooke: Rice partecipa all'asta di un oggetto pur di ottenere un contatto con la donna e far sì che esca dalla stanza. Ore dopo Gail, altra dipendente della casa d'aste con cui precedentemente Bynum aveva avuto una relazione, indirizza Rice verso una casa di proprietà di Brooke, che nel frattempo si era resa irreperibile. Qui il medico riconosce il luogo del sogno di Bynum; inizia dunque un accorato confronto con Brooke Reynolds, la quale gli rivela un passato difficile fatto di ricchezze materiali e carenze affettive, una madre morta di malattia e un padre ucciso inavvertitamente da Brooke stessa dopo che lui aveva avuto un raptus contro la figlia. Psicanalizzando  la donna, Sam si rende conto che non può essere lei  l'assassina: i sospetti cadono quindi su Gail, che effettivamente nel frattempo ha ucciso anche il poliziotto che stava indagando sul caso. Rice e Reynolds capiscono che Gail a momenti tenterà di uccidere loro: cercano dunque di andare via prima che ciò avvenga, tuttavia Gail attacca Rice mentre è in macchina e insegue successivamente Reynolds per la casa. Proprio quando l'assassina sembra averla vinta, Rice (sopravvissuto all'attacco) riemerge sorprendendola: ciò dà alcuni secondi preziosi a Brooke, la quale riesce a divincolarsi e finisce per uccidere lei stessa Gail.

## Produzione
Le riprese si sono tenute nel marzo 1981; le scene relative alla casa d'aste sono state girate presso il Museo della Città di New York.

## Accoglienza
Vincent Canby del The New York Times ha evidenziato come il film sia stato realizzato con l'intento di omaggiare Alfred Hitchcock dal momento che diverse scene della pellicola rievocano momenti cult della filmografia di Hichcock.